# Abierto de 18 a 24
Abierto de 18 a 24 es una película de Argentina en colores  dirigida por Víctor Dínenzon según su propio guion que se estrenó el 2 de junio de 1988 y que tuvo como principales intérpretes a Gerardo Romano, Horacio Peña, Silvia Peyrou y Jorge Luz.

## Sinopsis
Un hombre misterioso y atrayente llega a una academia de baile y cambia la rutina del local.

## Reparto
| Actor             | Personaje |
| ----------------- | --------- |
| Gerardo Romano    |           |
| Horacio Peña      |           |
| Silvia Peyrou     |           |
| Jorge Luz         |           |
| Cora Sánchez      |           |
| Omar Pini         |           |
| Carmen Renard     |           |
| Nora Sajarov      |           |
| Zulma Grey        |           |
| Aldo Piccioni     |           |
| Néstor Zacco      |           |
| Néstor Francisco  |           |
| Silvana Sigall    |           |
| Bernardo Baras    |           |
| Eduardo Santoro   |           |
| Jorge Abel Martín |           |
| Carlos Santamaría |           |

## Premio
Por este filme Jorge Luz fue galardonado en 1989 con el Premio Cóndor de Plata al mejor actor de reparto.

## Comentarios
Página 12 escribió:

«Una academia también es un pequeño mundo: Todo un alma con sus apuntes de barrio.»

Rafael Granados en Clarín dijo:

«Una opera prima con logros y fallas...la historia es simple y con escasas vueltas de tuercas.»

La Razón opinó:

«Entrañables personajes.»

Manrupe y Portela escriben:

«Un asunto estimable y una realización con momentos cálidos, aunque no termina de definirse hacia lo grotesco o lo melodramático.»